# Sverige i U21-Europamästerskapet i fotboll för herrar 1992
Sveriges fotbollslandslag i U21-EM 1992. 
Den svenska truppen till U21-EM i fotboll 1992 bestod enligt nedan.

## Spelare
| Namn                       | Position    | Klubblag        | Noteringar |
| 1./12. Håkan Svensson      | Målvakt     | Halmstads BK    |            |
| 2. Magnus Johansson        | Försvarare  | IFK Göteborg    |            |
| 3./13. Björn Lilius        | Försvarare  | Helsingborgs IF |            |
| 3. Joachim Björklund       | Försvarare  | Brann           |            |
| 4. Filip Apelstav          | Försvarare  | Västra Frölunda |            |
| 5. Niclas Alexandersson    | Mittfältare | Halmstads BK    |            |
| 6. Håkan Mild              | Mittfältare | IFK Göteborg    |            |
| 7. Patrik Andersson        | Försvarare  | Malmö FF        |            |
| 8./15. Jesper Jansson      | Mittfältare | Östers IF       |            |
| 8. Jörgen Moberg           | Försvarare  | Östers IF       |            |
| 9./7. Stefan Landberg      | Mittfältare | Östers IF       |            |
| 9. Christer Fursth         | Mittfältare | Örebro SK       |            |
| 9./14. Stefan Paldan       |             |                 |            |
| 10./16./11. Pascal Simpson | Anfallare   | AIK             |            |
| 11./10. Johnny Rödlund     | Mittfältare | IFK Norrköping  |            |
| 11./9. Niklas Gudmundsson  | Anfallare   | Halmstads BK    |            |
| 12./1. Jan Ekholm          | Målvakt     | IFK Sundsvall   |            |
| 13./2. Henrik Nilsson      | Mittfältare | Malmö FF        |            |
| 13. Rasmus Svensson        |             |                 |            |
| 14. Thomas Andersson       | Försvarare  | Örebro SK       |            |
| 15. Patrick "T" Andersson  | Mittfältare | Malmö FF        |            |
| 16. Jonas Axeldahl         | Anfallare   | Malmö FF        |            |

Notering. Statistik från kvartsfinalmötet med Nederländerna är ej medräknat. Spelare som fanns med under slutspelet kan därmed saknas i ovanstående uppräkning.

## Resultat

### Kvartsfinal
- Nederländerna 2-1 Sverige
- Sverige 1-0 Nederländerna

### Semifinal
- Sverige 0-0 Skottland
- Sverige 1-0 Skottland

### Final
- Italien 2-0 Sverige
- Sverige 1-0 Italien